# A esli ėto ljubov'?
A esli ėto ljubov?' (А если это любовь?, E se fosse amore?) è un film sovietico del 1961 diretto da Julij Jakovlevič Rajzman.